# Rammekonventionen for Beskyttelse af Nationale Mindretal
I februar 1995 undertegnede 22 medlemsstater i Europarådet Rammekonventionen for Beskyttelse af Nationale Mindretal eller Framework Convention for the Protection of National Minorities. Konventionens hovedmål er at sikre, at de undertegnende stater respekterer nationale mindretals rettigheder og påtager sig at bekæmpe diskrimination, at fremme lighed, at bevare og udvikle de nationale mindretals kultur og identitet og at garantere bestemte frihedsrettigheder i forhold til medier, mindretalssprog og uddannelse samt at opmuntre de nationale mindretal til at tage del i samfundslivet. 
Artikel 25 i Rammekonventionen forpligter de undertegnende stater til at fremlægge en rapport til Europarådet med "fuldstændig oplysning om de lovgivningsmæssige og andre skridt, der er taget for at virkeliggøre de principper, der er nævnt i denne Rammekonvention" (Europarådet, 1994, 7).
I Rammekonventionen for Beskyttelse af Nationale Mindretal er der indbygget en definition på "nationalt mindretal", nemlig mindretal, der har en geografisk identitet og en markant kulturarv.

## Definitionen "nationale mindretal"
I konventionen er der ikke givet nogen definition af begrebet ”national minoritet”, da man mente det ikke var muligt for medlemslandene at nå til enighed om en sådanne definition. Man mener dog at kunne læse ud af teksten, at nationale mindretal traditionelt har beboet/bebor et geografisk afgrænset område og flygtninge og indvandrere således ikke umiddelbart opfattes som et nationalt mindretal..

## Fodnoter
1. ↑    - Framework Convention for the Protection of National Minorities – Explanatory Report stk. 12 Arkiveret 17. december 2010 hos  Wayback Machine
2. ↑    - Institut for menneskerettigheder; Framework Convention for the Protection of National Minorities – Explanatory Report Arkiveret 3. december 2010 hos  Wayback Machine